# 洛杉矶轻轨E线
洛杉磯輕軌E線（原稱Expo Line博覽線）（英語：E Line）是美國加州洛杉磯郡都會運輸局(LA Metro)管理的一條輕軌路線。 路線連接東洛杉磯和聖莫尼卡 ，途經加密加密貨幣網體育館，南加州大學，洛杉磯自然歷史博物館，加州科學中心，聖莫尼卡海濱等熱點地區。本線因大部分路段都在博覽大道上而得名。

## 歷史

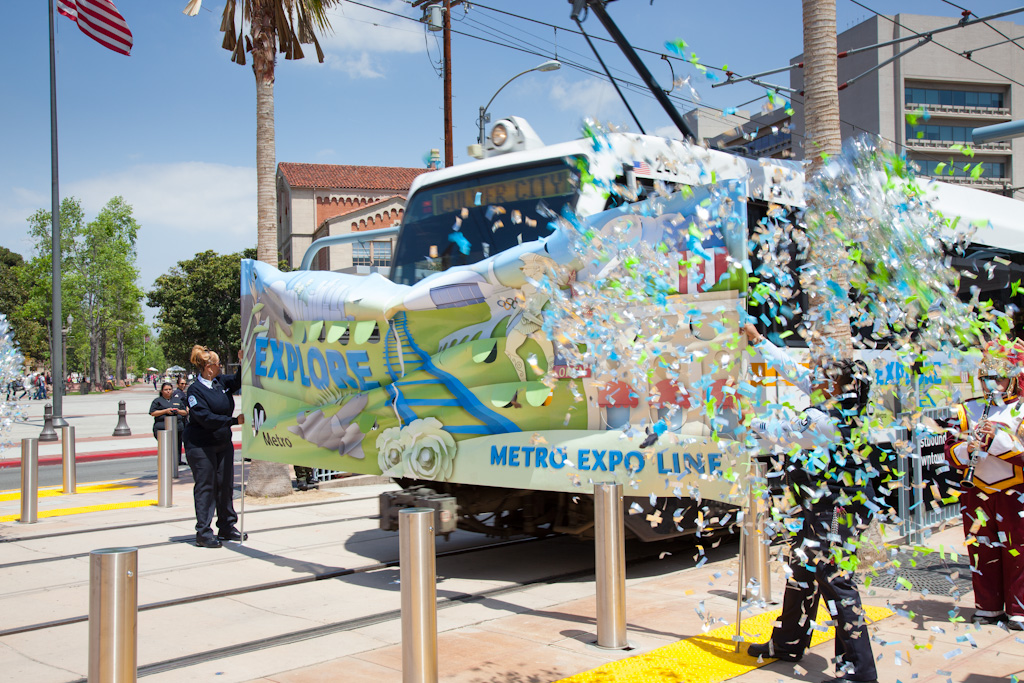
大部分E線車站於2012年4月28日開放。

本線分兩階段建設，第一階段包括洛杉磯市中心和卡爾弗城之間的8.6英里（13.8公里）路段，於2006年初開始施工，大部分車站於2012年4月28日開放，而卡爾弗城站和法爾姆代爾街站於2012年6月20日開放。
第二階段包括卡爾弗城和聖莫尼卡之間的6.6英里（10.6 公里）路段的設計和施工於2011年9月開始，測試於2015年4月6日開始，於同年5月20日開放。
地區連接線 2023 年 6 月 16 日開放。 通過市區隧道連接 A、E 和 L 線的地鐵項目。延伸線從第七街/大都會中心向東北延伸，經過聯合車站並連接到小東京/藝術區。因此, E 線沿著以前的 L 線路線，前往東洛杉磯的大西洋車站。

## 車站列表
| 中文站名                         | 英文站名 | 轉乘／註釋                                                                   | 啟用日期       | 所在地                   |
| -------------------------------- | -------- | ---------------------------------------------------------------------------- | -------------- | ------------------------ |
| 大西洋                           |          |                                                                              | 2009年11月15日 | 東洛杉磯                 |
| 東洛杉磯市政中心                 |          |                                                                              | 2009年11月15日 | 東洛杉磯                 |
| 馬拉維利亞                       |          |                                                                              | 2009年11月15日 | 東洛杉磯                 |
| 印第安納                         |          |                                                                              | 2009年11月15日 | 東洛杉磯                 |
| 索托                             |          |                                                                              | 2009年11月15日 | 洛杉磯 (博伊爾高地)      |
| 街頭廣場                         |          |                                                                              | 2009年11月15日 | 洛杉磯 (博伊爾高地)      |
| 皮科／阿里索                     |          |                                                                              | 2009年11月15日 | 洛杉磯 (博伊爾高地)      |
| 小東京／藝術區                   |          | A线                                                                          | 2009年11月15日 | 洛杉磯 （小東京/艺术区） |
| 百老匯歷史核心                   |          | A线                                                                          | 2023年6月16日  | 洛杉磯 （洛杉磯市中心）  |
| 格蘭德大道藝術館／碉堡山         |          | A线 J线                                                                      | 2023年6月16日  | 洛杉磯 （洛杉磯市中心）  |
| 第7街/大都會中心                 |          | A线 B線 D線 J线                                                              | 1991年2月15日  | 洛杉磯 （洛杉磯市中心）  |
| 皮科                             |          | A线 J线 此站距离斯加密貨幣網體育館一个街区                                   | 1990年7月14日  | 洛杉磯 （洛杉磯市中心）  |
| 洛杉磯貿易技術學院／骨科研究所站 |          | J线                                                                          | 2012年6月20日  | 洛杉磯 （北大學公園）    |
| 傑斐遜／南加大                   |          | 本站靠近南加州大學校園東北角                                                 | 2012年6月20日  | 洛杉磯 （北大學公園）    |
| 博覽公園／南加大                 |          | 本站可達南加州大學，洛杉磯自然歷史博物館，加州科學中心，加州非裔美國人博物館 | 2012年6月20日  | 洛杉磯 （博覽公園）      |
| 博覽／佛蒙特                     |          | 本站靠近南加州大學校園西南角                                                 | 2012年6月20日  | 洛杉磯 （博覽公園）      |
| 博覽／西部                       |          |                                                                              | 2012年6月20日  | 洛杉磯 （博覽公園）      |
| 博覽／克倫肖                     |          | K线                                                                          |                | 洛杉磯 （傑斐遜公園)     |
| 法爾姆代爾                       |          |                                                                              | 2012年6月20日  | 洛杉磯 （鮑德溫山）      |
| 博覽／拉布雷亞                   |          |                                                                              | 2012年4月28日  | 洛杉磯 （鮑德溫山）      |
| 拉西埃內加／傑斐遜               |          | 可轉乘Culver CityBus 5路前往西洛杉磯學院                                     | 2012年4月28日  | 洛杉磯 （鮑德溫山）      |
| 卡爾弗城                         |          |                                                                              | 2012年6月20日  | 卡爾弗城                 |
| 棕櫚                             |          |                                                                              | 2016年5月20日  | 洛杉磯（棕櫚）           |
| 西木／蘭喬公園                   |          | 可轉乘Big Blue Bus 8路或R12路前往UCLA                                        | 2016年5月20日  | 洛杉磯（蘭喬公園）       |
| 博覽／塞普爾韋達                 |          | 可轉乘LA Metro R761路或Culver CityBus 6路前往UCLA                            | 2016年5月20日  | 洛杉磯（西洛杉磯）       |
| 博覽／邦迪                       |          |                                                                              | 2016年5月20日  | 洛杉磯（西洛杉磯）       |
| 26街／伯格芒                     |          |                                                                              | 2016年5月20日  | 聖塔莫尼卡               |
| 17街／聖塔莫尼卡學院             |          | 沿著17街向南步行15分鐘可達聖塔莫尼卡學院                                     | 2016年5月20日  | 聖塔莫尼卡               |
| 聖塔莫尼卡市中心                 |          | 沿著菲格羅阿大道向西步行四百公尺可達聖莫尼卡海邊                             | 2016年5月20日  | 聖塔莫尼卡               |